# Meßkirch
Meßkirch o Messkirch è un comune tedesco di 8 737 abitanti, situato nel land del Baden-Württemberg. Nel territorio di questo comune nasce il Lautenbach.
Nel 1800 vi fu combattuta un'importante battaglia tra le truppe rivoluzionarie francesi e l'esercito imperiale austriaco.

## Collegamenti esterni

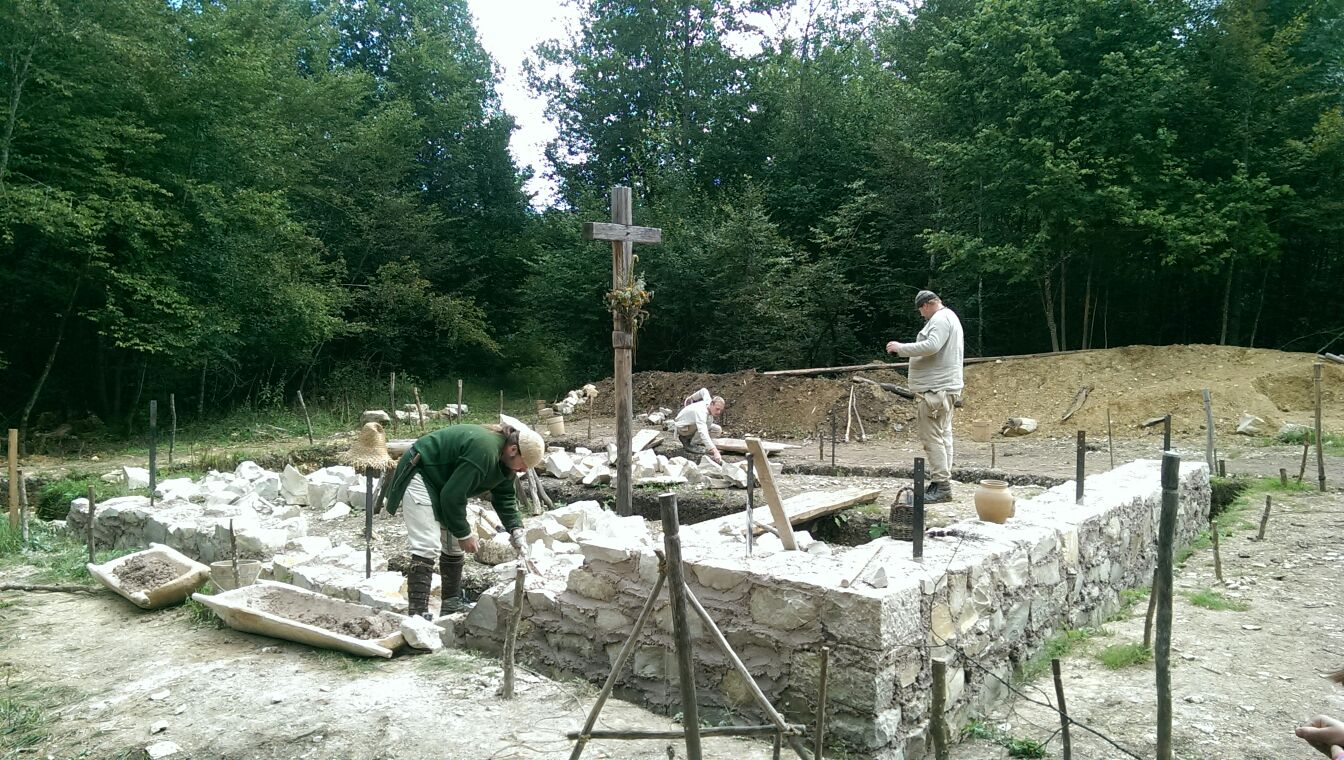
Campus Galli 2014